# Gland (fruit)
Pour les articles homonymes, voir Gland.
« Glandaie » redirige ici. Ne pas confondre avec Glandée.
Le gland est le fruit du chêne.

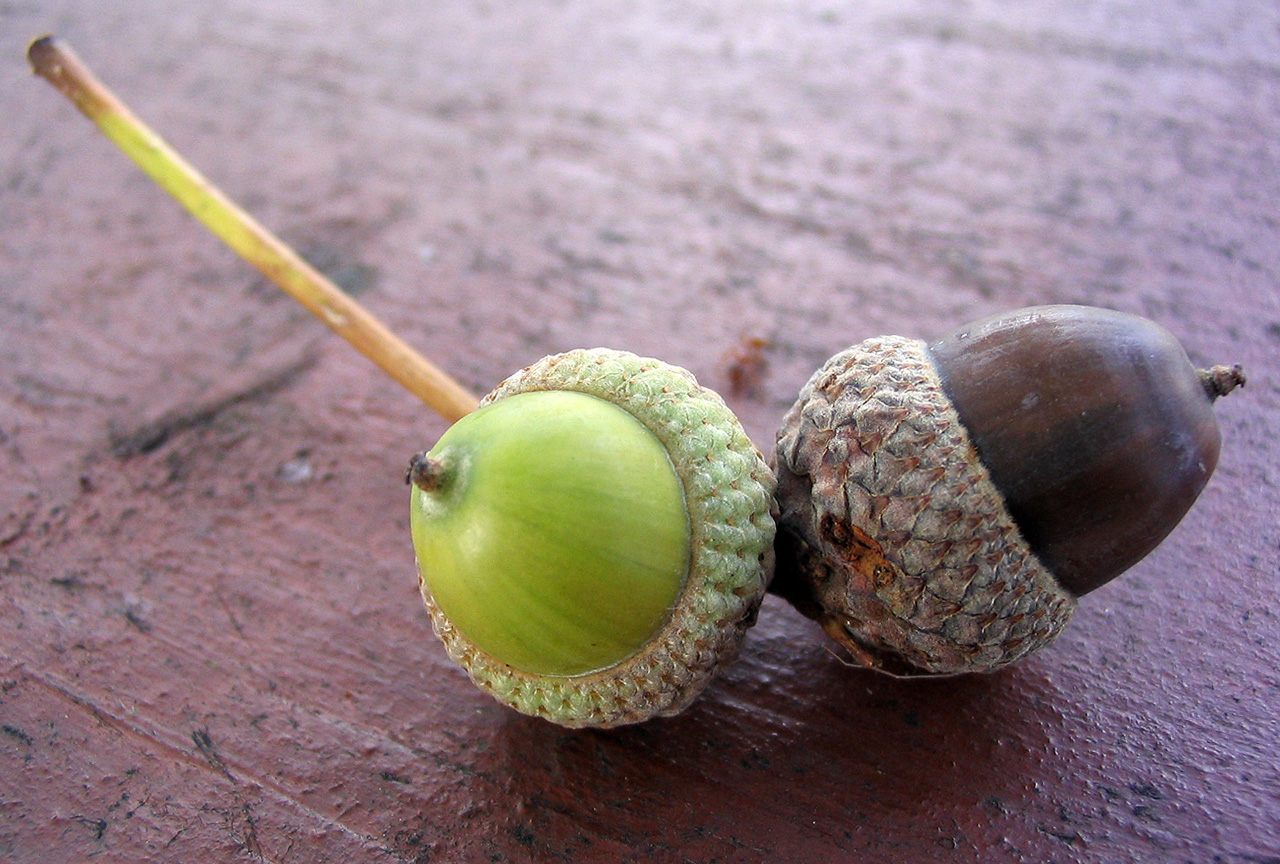
Deux glands d'un chêne pédonculé.

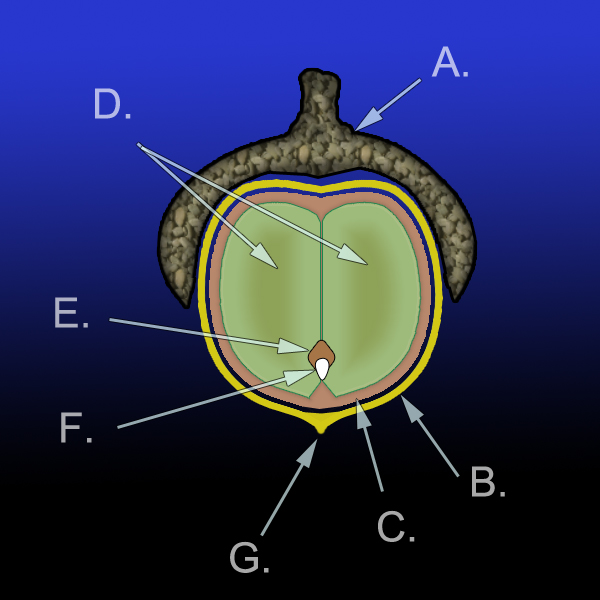
Diagramme de l'anatomie d'un gland : A.) Cupule B.) Péricarpe C.) Tégument D.) Cotylédons (2) E.) Plantule F.) Radicule G.) Restes du style. D, E et F forment l'embryon.

Les jeunes chênes ne produisent pas de glands, et les productions annuelles dites « glandaies » sont chez le chêne particulièrement irrégulières, ce qui peut avoir des répercussions sur la santé des populations de sangliers ou d'autres animaux se nourrissant de glands.
Fruits de loin les plus abondants des forêts de basse altitude en Europe occidentale, ils produisent à intervalles irréguliers des glandées d'une abondance parfois prodigieuse, ce qui explique qu'autrefois, on menait les cochons manger les glands en forêt, mais cette activité était réglementée ou taxée, plus ou moins selon les régions (droit de glandage).
La récolte des glands a lieu entre fin septembre et fin octobre. La meilleure période étant entre le 10 octobre et le 1er novembre.
Un animal qui se nourrit essentiellement de glands est appelé balanophage.

## Étymologie
« Gland » vient du latin glans, glandis à ne pas confondre avec glandula qui signifie glande, organe sécrétoire.

## Le fruit

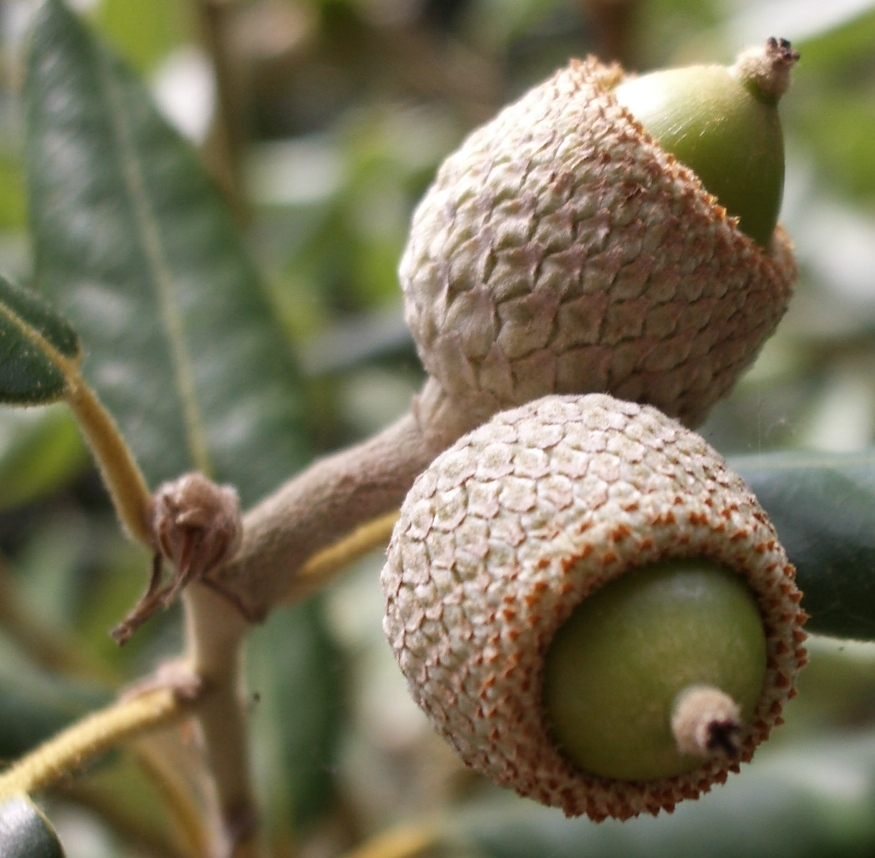
Glands de chêne vert avec leur cupule.

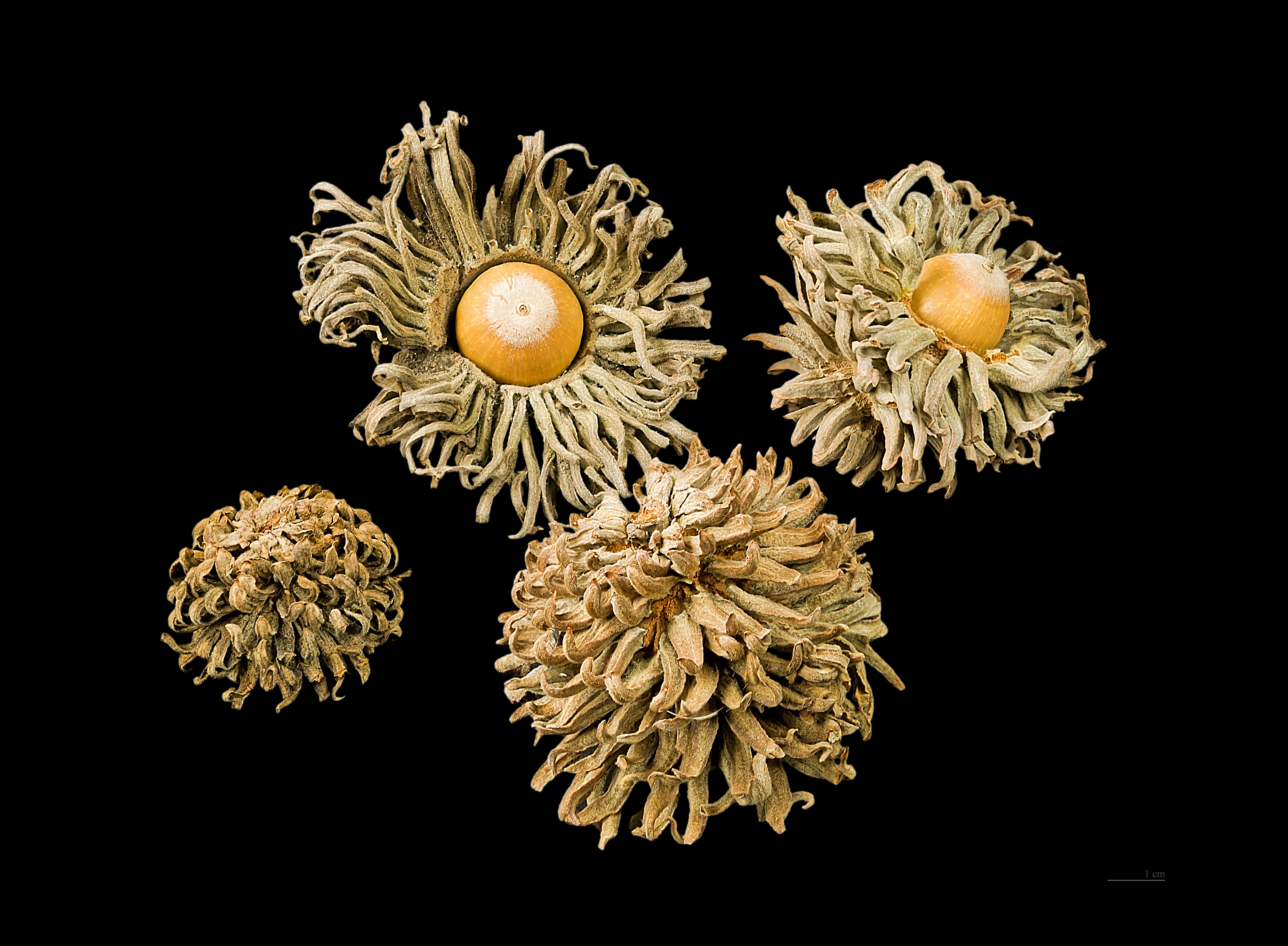
Glands du chêne vélani.

Sur le plan botanique, le gland est un akène, c'est-à-dire un fruit sec indéhiscent ne contenant qu'une seule graine. Il est enveloppé partiellement à sa base par une cupule, qui est en fait un involucre modifié, formé de bractées soudées.
Le gland est riche en amidon et fait partie de la nourriture habituelle des sangliers et des écureuils. Il peut en temps de famine se révéler une alimentation acceptable pour les hommes (« pain de gland »), mais la présence de tanins, substances astringentes, en quantité appréciable, en limite naturellement l'absorption, de même que l'afflux d'anthocyane au printemps qui colore le gland en rouge ou orange. Cette coloration permet aussi de le camoufler aux yeux des herbivores qui confondent rouge et noir.
Les cupules de glands peuvent fournir d'excellentes teintures naturelles : beige, gris, noir pour le chêne velani, dont en particulier Quercus macrolepis, présent en Turquie et en Grèce, Albanie, Algérie, Chypre et Crète. Leurs cupules, de la taille d'une pomme, sont récoltées après deux ans de maturation.
Dans les pays du Maghreb, le gland est connu sous le nom de belot ou baloute (en arabe) et ablud (en kabyle, prononcé « avelodh »), peut-être en relation avec l'espagnol bellota ; le jambon ibérique issu de porcs nourris exclusivement aux glands porte ainsi l'appellation de jamón ibérico de bellota.

## Impact des animaux frugivores dans la régénération naturelle des chênes
De nombreuses publications scientifiques mettent en avant l'impact négatif des ravageurs (champignons, insectes) et prédateurs (rongeurs, oiseaux, voire sangliers, cervidés et leporidés capables de neutraliser les phytotoxines des glands) dans la régénération naturelle des chênes. Dans ce cadre, ils sont considérés comme des organismes nuisibles agissant au détriment de la survie des glands et des communautés de chêne. Dans les forêts tempérées, la production de glands atteint en moyenne 600 kg/ha pendant la période automno-hivernale, soit 60 glands/m2. Un chêne mature produit 100 000 glands et jusqu'à 5 millions pour les arbres les plus grands, mais la déprédation contribue au fort taux de mortalité (près de 95 %) des graines, si bien que seule une très faible fraction donne des semis viables. Un taux de survie aussi faible affecte les plantules issus de germination des graines au cours de la première année, mais aussi les jeunes pousses au pied de l'arbre qui végètent à l'ombre quelques années, voire quelques décennies. Bien que ces chiffres soient très variables selon les années et les sites, on peut considérer, par extrapolation statistique, qu'un gland sur un million donne un chêne mature, un arbre ne pouvant engendrer qu'un seul et unique successeur.
Pourtant, certaines espèces frugivores ont un impact positif, essentiellement le Geai des chênes et le mulot sylvestre qui sont les deux plus grands disperseurs de glands. La plupart des autres espèces qui se nourrissent de glands sont principalement des prédateurs de graines ou seulement des disperseurs occasionnels.

Afin de constituer des réserves pour l'hiver, les rongeurs, attirés sur des distances considérables par les composés volatils émis par les glands, les transportent et les stockent dans un grenier central ou les répartissent un peu partout (comportement d'amassage centralisé, semi-centralisé ou dispersé chez les mulots, les campagnols, chez les écureuils adoptant la stratégie du chunking (en)). Les pigeons les régurgitent lorsqu'ils sont trop gourmands. Plusieurs espèces de corvidés (en Europe de l'ouest la pie bavarde, la corneille noire et surtout le geai des chênes qui sélectionne des glands de 11 à 19 mm de large en moyenne) perdent les graines les plus grosses en route et enfouissent les autres en creusant le plus souvent un trou à coups de bec sous une litière qu'elles recouvrent de débris ou de terre, pouvant ainsi enterrer plusieurs milliers de glands chaque année. Une forte proportion de recrutement des plantules  provient de ces glands mis en cache et qui ne sont pas récupérés (les trois quarts chez le geai), et assure la régénération naturelle des chênes. Les glands peuvent être ainsi dispersés sur quelques centaines de mètres au maximum par des animaux terrestres, quelques kilomètres (parfois jusqu'à dix) par des oiseaux, des corvidés particulièrement,.

## Semis pour reboisement
Compte tenu de sa bonne résistance aux incendies, le chêne pubescent est avec le chêne vert une des principales espèces de chêne utilisées pour les reboisements artificiels.
Pour le semis de reboisement, mieux vaut cueillir les glands plutôt que les récolter au sol. Commencer la cueillette des glands de teinte brune quinze jours après que les premiers glands (généralement tarés) sont tombés au sol. Ne pas conserver les glands en sacs ou autre contenant en plastique. Préférer des sacs de jute ou des contenants en bois ajouré (cagettes). Les glands se conservent au frais et à l'humidité dans du sable pendant deux mois. Pour une conservation plus longue, on peut placer un sac perforé (pas de sac fermé hermétiquement) empli de glands mélangés à du sable au réfrigérateur entre 1  et   4 °C.
L'idéal est de planter dès la récolte dans un trou de 30 cm ameubli en tous sens. Pour la plantation en masse, on peut utiliser une canne à semer. Le gland est à semer entre 3  et   5 cm de profondeur. Pour protéger le semis des prédateurs (rats, sangliers), on peut placer par-dessus le gland un carré de grillage fin de 20 cm de côté à mailles de 1 cm. Celui-ci pourra être laissé en place et se dégradera avec le temps.

## Consommation humaine des glands doux et non doux
Les glands typiques contiennent jusqu'à 8-9 % de tannins (en poids sec), ce qui explique leur forte astringence. S'ils « tannent » la bouche et sont immangeables sans une cuisson soigneuse, ils auraient aussi, pour peu qu'on arrive à les consommer crus, des effets rapidement toxiques (constipation, lésions rénales et du foie, troubles neurologiques, perturbation de l'épithélium intestinal et de l'assimilation des aliments),. En grande quantité, les tanins sont toxiques pour l'homme et les ruminants, notamment dans les glands du chêne rouvre et du chêne pédonculé s'ils sont consommés en quantité et sans préparation spécifique pour en extraire les tanins.
Certains chênes produisent naturellement des glands très peu taniques, à la saveur douce et directement consommables, mais ils sont rares.
Pour débarrasser les glands de leurs tanins, il existe plusieurs méthodes : on peut effectuer une lixiviation (extraction par un solvant, souvent improprement appelée lessivage) des tanins à froid ou à chaud, et/ou utiliser l'argile,.
- la lixiviation à froid se fait par trempage de la farine de glands (glands sans "peau" broyés) dans un sac suspendu dans de l'eau courante ou dans une eau régulièrement changée, durant plusieurs jours (jusqu'à suppression de l'amertume) ; les tanins se dissolvent dans l'eau et sont dispersés à travers le linge.
La méthode utilisée par les Indiens Yosemite consiste dans un premier temps à enlever la coquille et la peau des glands qui sont ensuite broyés en farine. Sur un linge (par exemple un drap) étendu sur du sable, la farine est étalée en une mince couche puis de l'eau est versée sur la farine, jusqu'à ce que l'amertume et l'astringence de la farine ait disparu[23] ; 
L'urine a également été utilisée pour lessiver les tanins[24],[25], les glands après 4 à 5 mois étaient appelés des « Chinook olives » (en) ;
- la lixiviation à chaud se fait en faisant bouillir le gland écorcé 10-15 minutes (éventuellement cassé en morceaux, et laissés à tremper quelques dizaines de minutes). L'opération est répétée avec changement de l'eau (eau remplacée par une eau déjà chaude (pour que le tanin ne se fixe pas dans le gland sous l'effet du froid), jusqu'à ce que l'eau changée soit claire (en recueillant les glands dans un linge s'ils ont été écrasés[26].

Traditionnellement, la farine de glands était faite avec un pilon et un mortier en pierre puis au moulin à café ,,,, avec meule plate ou conique, électrique ou manuel ; ou un mixeur. Pour passer dans le moulin à café, les glands doivent être bien secs. Un moulin à café électrique avec un couteau, et non une meule, donnera une mouture non homogène avec des gros morceaux et des petits morceaux ce qui est problématique pour la lixiviation. Les meules permettent une mouture homogène et une farine très fine.
Les glands à faible teneur en tanins sont appelés « glands doux ».
Isidore de Séville, au VIIe siècle de notre ère, dit de l'yeuse ou chêne vert que son nom latin, ilex, signifie « élu », « choisi » « parce que son fruit est le premier cueilli par l'homme pour sa nourriture »
Les hommes il y a 12.000 à 15.000 ans mangeaient des glands, et avaient des caries dentaires.

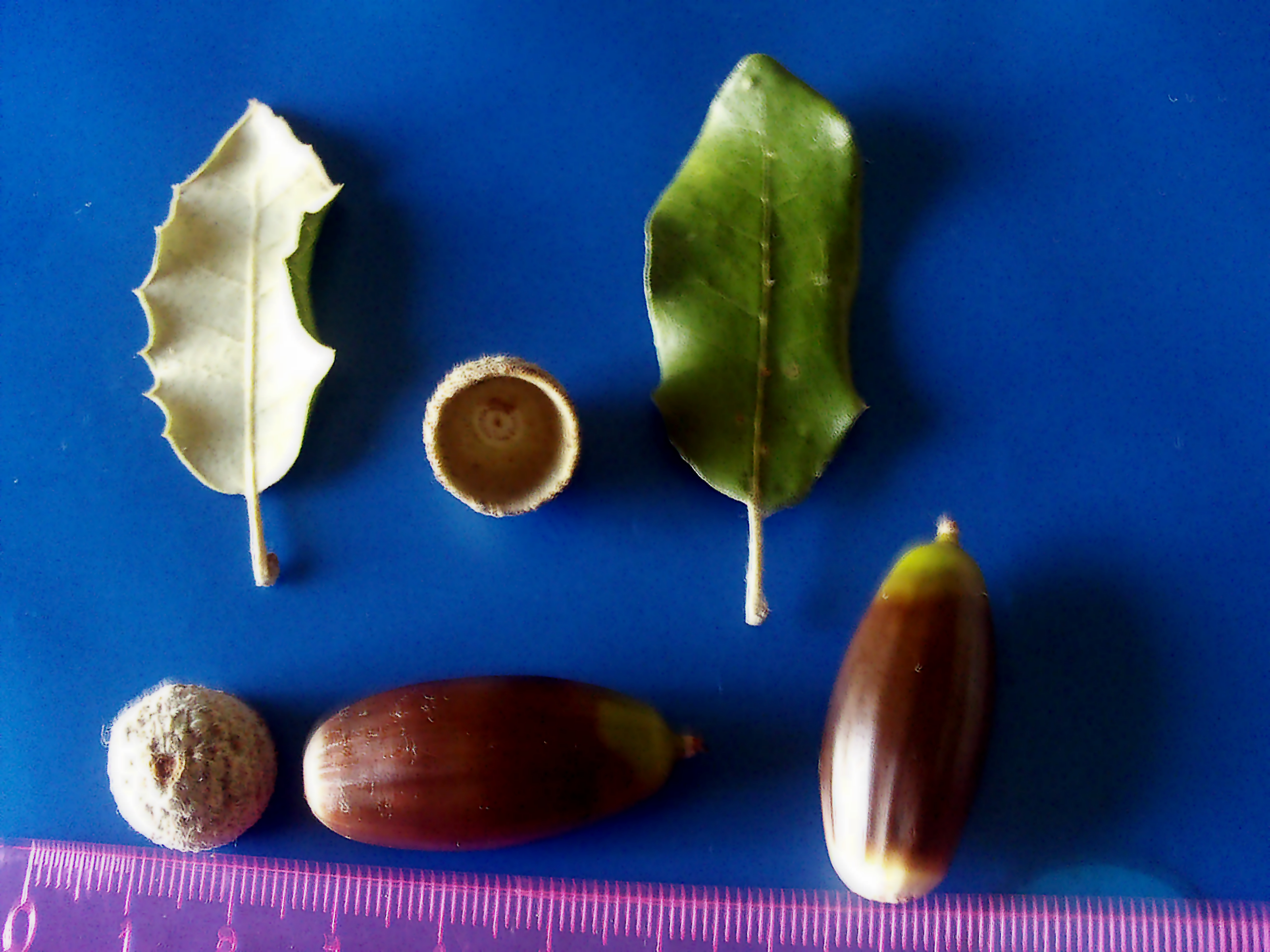
Glands doux de variété ‘balotta‘ (la forme des glands est allongée).

On recense aujourd'hui une vingtaine d'espèces de chênes à glands doux dont notamment :
- une variété de chêne vert : Quercus ilex ‘ballotta‘ et certaines variétés de chêne tauzin (Quercus pyrenaica), chêne liège (Quercus suber) et chêne pubescent (Quercus pubescens),
- Quercus virginiana dont les Indiens extraient une huile de cuisine.
- et aussi le chêne de Mongolie (Quercus mongolica au goût très doux), Quercus macrolepis (syn. Quercus aegilops), Quercus michauxii (en), Quercus trojana.

Les glands étaient parfois considérés meilleurs que le pain noir.
« Les glands, même ceux des chênes communs, peuvent offrir des ressources alimentaires quand la famine fait peser son fléau».
Les glands des espèces suivantes ont été consommés :
Quercus cerris (chêne chevelu), Quercus coccifera (chêne kermes), Quercus frainetto, Quercus fruticosa (en) , Quercus ilex (chêne vert, yeuse), Quercus infectoria, Quercus macrolepsis (aegilops), Quercus petraea (sessiliflora), Quercus pubescens (chêne pubescent), Quercus pyrenaica (toza, chêne angoumois), Quercus robur (pedunculata, chêne rouvre), Quercus rotundifolia, Quercus suber (chêne liège), Quercus trojana, Quercus rubra (chêne rouge d'Amérique), Quercus alba, Quercus ellipsoidalis.
Les glands de certains chênes verts ont le goût de noisette.
Quelques entreprises vendent des produits à destination de l'alimentation humaine à base de glands (gâteaux, pâte à tartiner, pain, farine, restaurant, etc.),,,,. Le gland préparé et torréfié peut aussi produire un succédané de café.
Le chêne rouge d'Amérique et chêne pédonculé sont très riches en tanins. Le chêne blanc et Quercus phellos contiennent moins de tanins.
Selon Hildegarde de Bingen, les fruits du chêne ne sont pas bon à manger pour l'homme, le chêne étant froid, dur et amer.

### France
La farine de gland est l'ingrédient de base du racahout, poudre pour enfants commercialisée en France au début du XXe siècle ("Racahout des Arabes"),. Un brevet avait été déposé à Paris concernant le racahout,.
En période de disette, on mangeait des glands non doux notamment en 1709,,.
Avant la domestication des céréales productives comme le blé, on consommait des glands, châtaignes et fruits des bois. La sédentarisation opposa forêt et civilisation. Autrefois, les personnes qui se nourrissaient des fruits de la forêt (châtaigne, glands) et non fruits du labeur par culture, étaient mal vues, jugées paresseuses. Ceux qui se nourrissaient de châtaignes en France, étaient aussi mal considérés que ceux qui se nourrissaient de glands au Maghreb. Récolter c'était inciter au repli sur soi, à l'indépendance et à la rébellion,,, permettant à la population ainsi nourrie de se consacrer à autre chose. Ainsi, les habitants des pays à châtaigne ne sont pas amis du travail, n'offrant que paresse,,,,, ignorance et misère. La richesse naturelle entraine pauvreté et misère. En Corse, dans plusieurs parties des montagnes, les habitants ne se nourrissaient que de farine de châtaigne et de laitages, une douzaine de châtaigniers et autant de chèvres suffisant à une famille corse pour ne pas mourir de faim. Il était même conseillé aux humains de laisser les châtaignes aux cochons.

### Portugal
Les habitants vivaient uniquement de glands plusieurs mois.

### Espagne
On y mangeait les glands également, notamment des glands de chêne vert. Ces glands étaient vendus au marché. Les Espagnols mangeaient des bellotas.

### Afrique du Nord
Maures et Arabes se nourrissaient de glands de variété balotte pendant une partie de l'année.
Les glands du chêne-liège (Q. suber L.) sont traditionnellement commercialisés et consommés au Maroc et en Algérie.

### Europe
« Séchés, décortiqués, puis finement moulus, ils fournissaient un pain très pâteux qui fut consommé en Europe jusqu'au XVIIIe lors des périodes de disette.»
En Europe, les glands ont été utilisés comme substitut du café jusqu’au milieu du XXe siècle.

### Amérique
Les Indiens d'Amérique (notamment en Californie) vivaient essentiellement d'un régime à base de glands de chêne (Quercus alba L, Quercus agrifolia Née, Quercus chrysolepis Liebm. et Quercus undulata Torr.) et de poissons.
Les Indiens d'Amérique préféraient les glands de chêne non doux aux glands de chêne doux car ils se conservent mieux. Néanmoins les glands non doux nécessitent un lessivage / une lixiviation des tanins avant consommation. Les glands peuvent ainsi se conserver jusqu'à 12 ans grâce aux tanins.
Le Wiiwish (en) est une bouillie de gland qui constituait un aliment de base des Indiens de Californie.
Le shawii est la bouillie de gland qui était mangée quotidiennement par les Indiens Kumeyaay,
Les Indiens de tribus kumeyaay, Pomo, Kahuia, Ohlone, et Yosemite (Ahwahnechee) se nourrissaient de glands de chêne.
Les indiens Yosemite préfèrent les glands de chêne noir de Californie ou chêne de Kellogg pour leurs propriétés (couleur, goût, capacité de conservation, etc.). Les indiens Pomo et les indiens Hupa utilisaient les glands de chêne rouge d'Amérique(Quercus rubra), ces glands étant très riches en tanin.
En l'absence de lixiviation /lessivage, les indiens Pomo de Californie et les paysans de Sardaigne (Italie) ont mis au point la même recette : ils ajoutent de l’argile à la farine de glands dans une proportion de 10 à 15 %,.
Cuire les glands mélangés à l'argile réduit la toxicité des glands jusqu'à 77 %.

### Italie et Corse
À Baunei, en Sardaigne (en Italie), le pain de gland (confectionné avec de l'argile et des cendres) constituait une nourriture essentielle en 1834. Le pain de gland l'Ogliastra, de la vallée du Gairo et de Baunei,.
Les Corses consommaient des glands doux autrefois.
En Italie, en Calabre les glands ont également été consommées.

### Albanie
Les Liapes (habitants de Liapourie, en Albanie) consommaient autrefois des glands doux.

### Grèce et Rome antique
Les hommes vivaient des fruits du chêne. La balanophagie, soit la consommation des fruits du chêne, dans la Grèce antique, pratique alimentaire confirmées par l'archéologie, est étroitement associée à l'histoire de sa fondation, et se retrouve par la suite illustrée dans la poésie et les arts, pendant et après l'Antiquité. Plus particulièrement le gland fait référence à l'âge d'or mythique qui apparaît dans la mythologie grecque puis la mythologie romaine. Cette période est suivie d'une période de décadence et se termine avec la domestication du blé, introduit par Cérès (Déméter). Les glands associés à l'Arcadie symbolisent par la suite la vie sauvage, par exemple par rapport au pain qui représentent la vie civilisée.
On vendait des glands sur les marchés.
Les glands étaient comestibles et Pline l'Ancien enseignait comment faire du pain, il indique que c'est une source de richesse même en temps de paix,.

### Proche-Orient
Galien écrit que les glands ont sauvé la population de son pays natal (Asie mineure) pendant les périodes de famine.
On vendait des glands sur les marchés.
La variété ballota du Q. ilex = Quercus rotundifolia, serait la seule de l'espèce à avoir de gros glands doux toujours très consommés comme des châtaignes notamment en Turquie.
Une recette turque se nomme Racahout et consiste en un mélange de glands, sucre et aromates. Le racahout aurait été utilisé pour donner de l'embonpoint aux sultanes.
Au Liban, On mange des glands quand les récoltes sont mauvaises.
Les glands ont été consommés en Algeria, Iran, Iraq, Afghanistan,Syria.

### Écosse et Norvège
On mange les glands des chênes communs sous forme de pain.

### Allemagne
En période de disette au Mecklembourg les gens mangeaient des glands.

### Corée
Le Dotori-muk est une gelée faite avec de la fécule de gland.

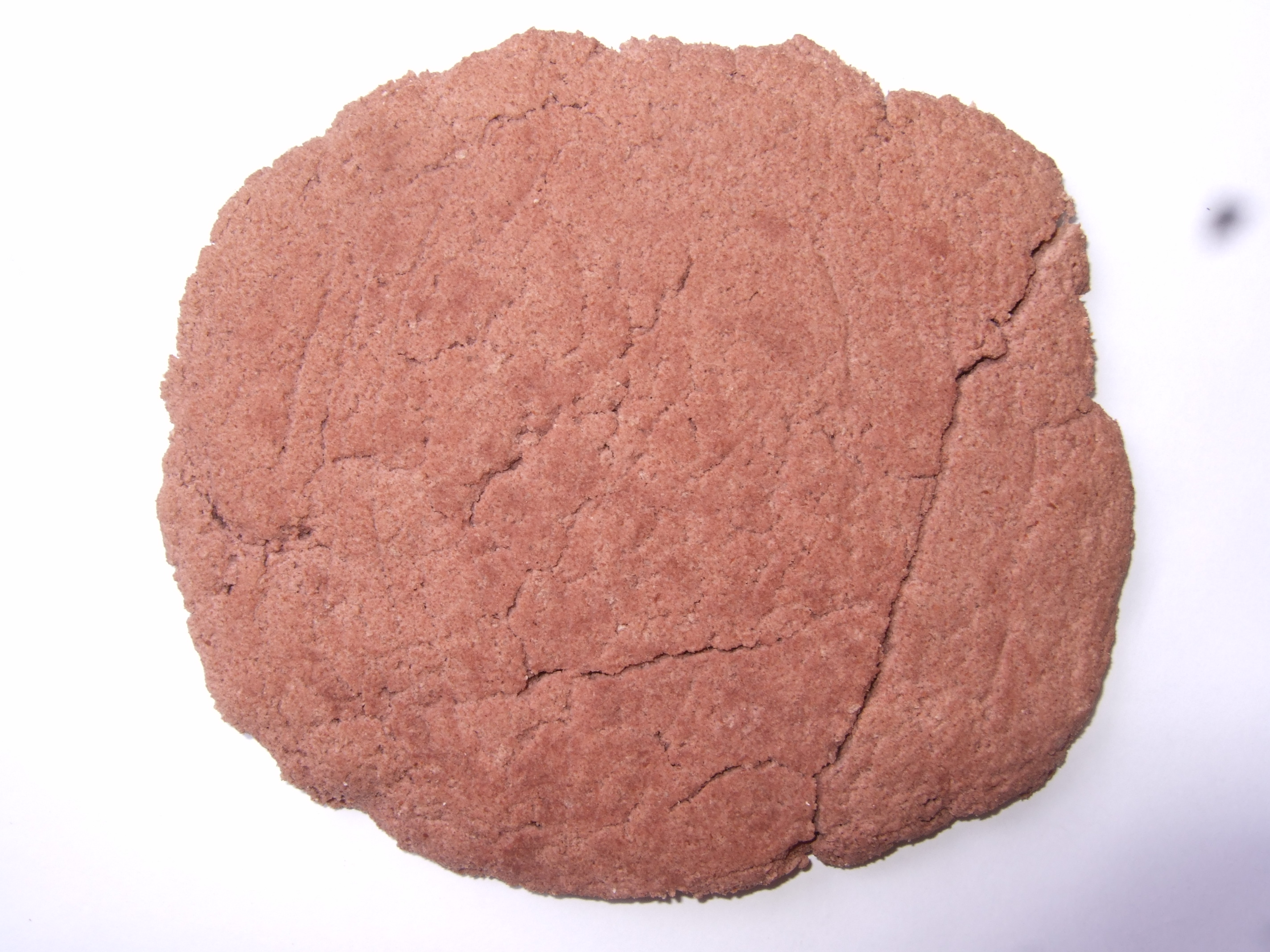
Pain de gland.
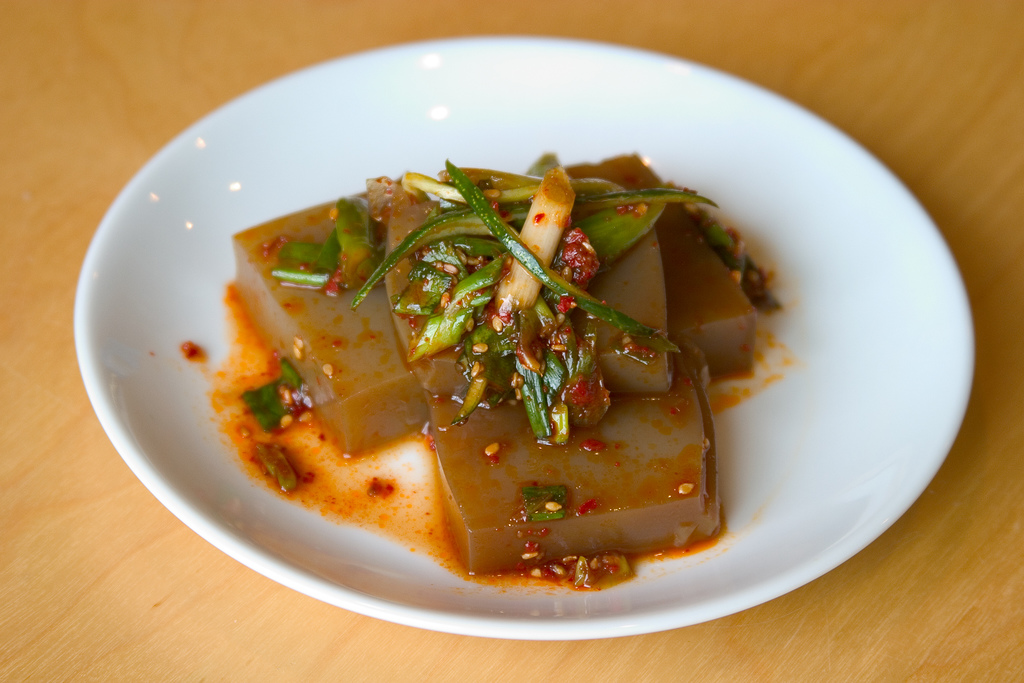
Dotorimuk.

## Gland et maladie de Lyme
Un lien inattendu a été mis en évidence par une étude nord-américaine récente (1996) entre la densité de chênes et le risque de maladie de Lyme ;
- Cette étude - fondée sur 13 ans de données prélevées au cœur de la zone d'endémie nord-américaine et de la zone de croissance de la maladie de Lyme - a montré qu'il existait (dans cette zone et au-delà des variations annuelles ou saisonnières) un faible lien avec la présence de cervidés (Odocoileus virginianus), un lien assez bref avec le climat (chaleur, pluviométrie) et un lien bien plus fort avec la densité de souris, de tamias et - ce qui était plus inattendu - de chêne (Quercus spp.) ;
- En Amérique du Nord, la souris à pattes blanches jouerait, devant le Tamia, le rôle le plus important pour la croissance et diffusion ou le maintien de cette zoonose.
- Or les bonnes glandaies favorisent les Tamias et souris, dont les populations augmentent alors, au profit des larves de tiques qu'elles nourrissent plus facilement, en étant plus nombreuses, ceci d'autant que la chasse et le piégeage, ou des empoisonnements par pesticides, collisions avec les véhicules, etc. ont fait diminuer le nombre et la densité de leurs prédateurs (loups, renards, lynx, cougars, rapaces, etc.).

## Décomposition
Une partie des glands subit une décomposition et participe à la formation de l'humus. D'autres sont appréciés par quelques espèces de champignons qui s'y développent plus ou moins spécifiquement à l'instar de Ciboria batschiana et dans une moindre mesure de Lanzia echinophila. En tant qu'agent pathogène de la pourriture noire du gland, Ciboria batschiana peut provoquer la perte quasi totale des semences de glands d'une station.

## Culture populaire

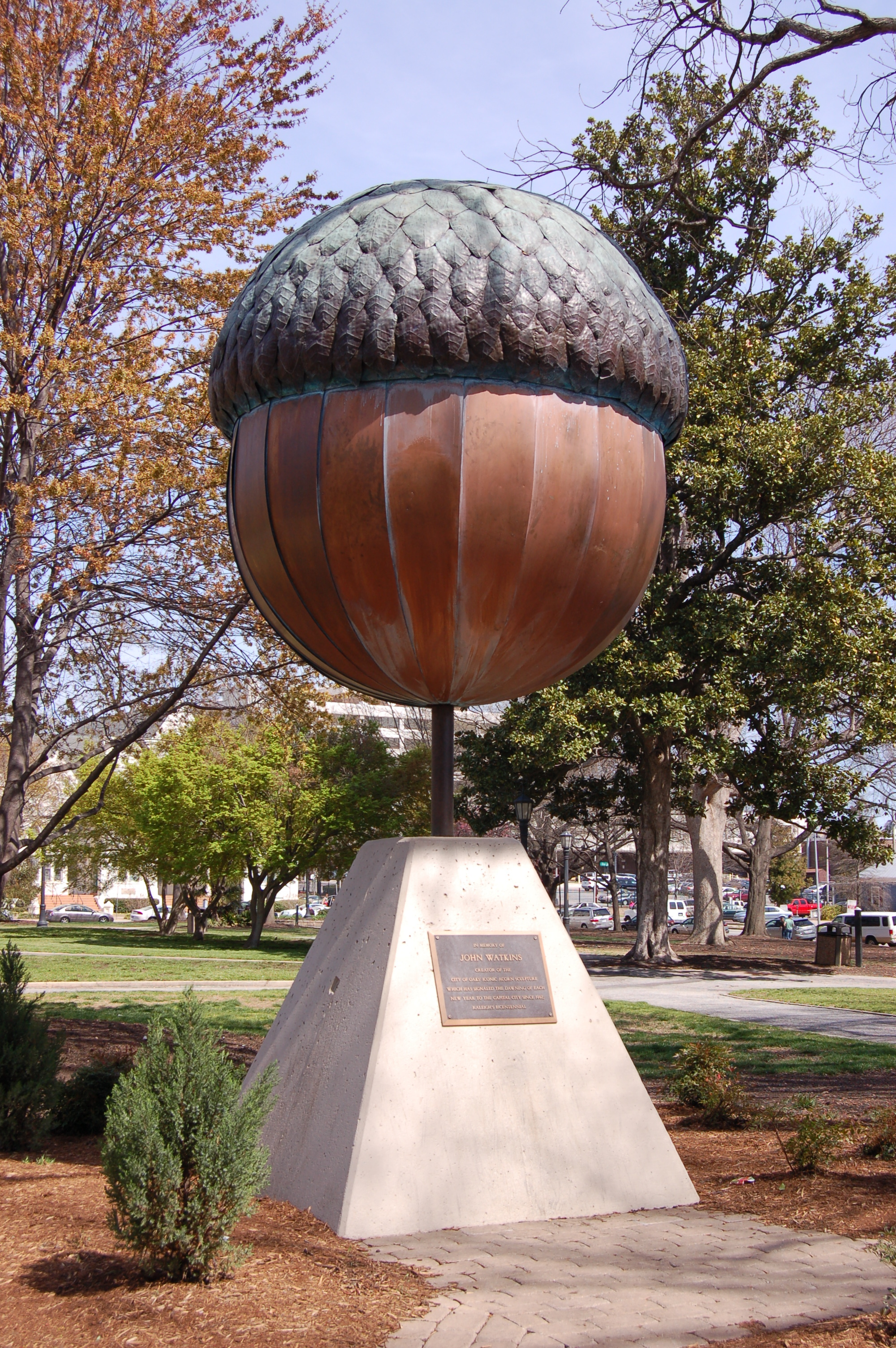
Le « Gland », sculpture élevée dans le Moore Square de Raleigh en 1992, pour célébrer le bicentenaire de la fondation de la ville comme capitale de l'État de Caroline du Nord.

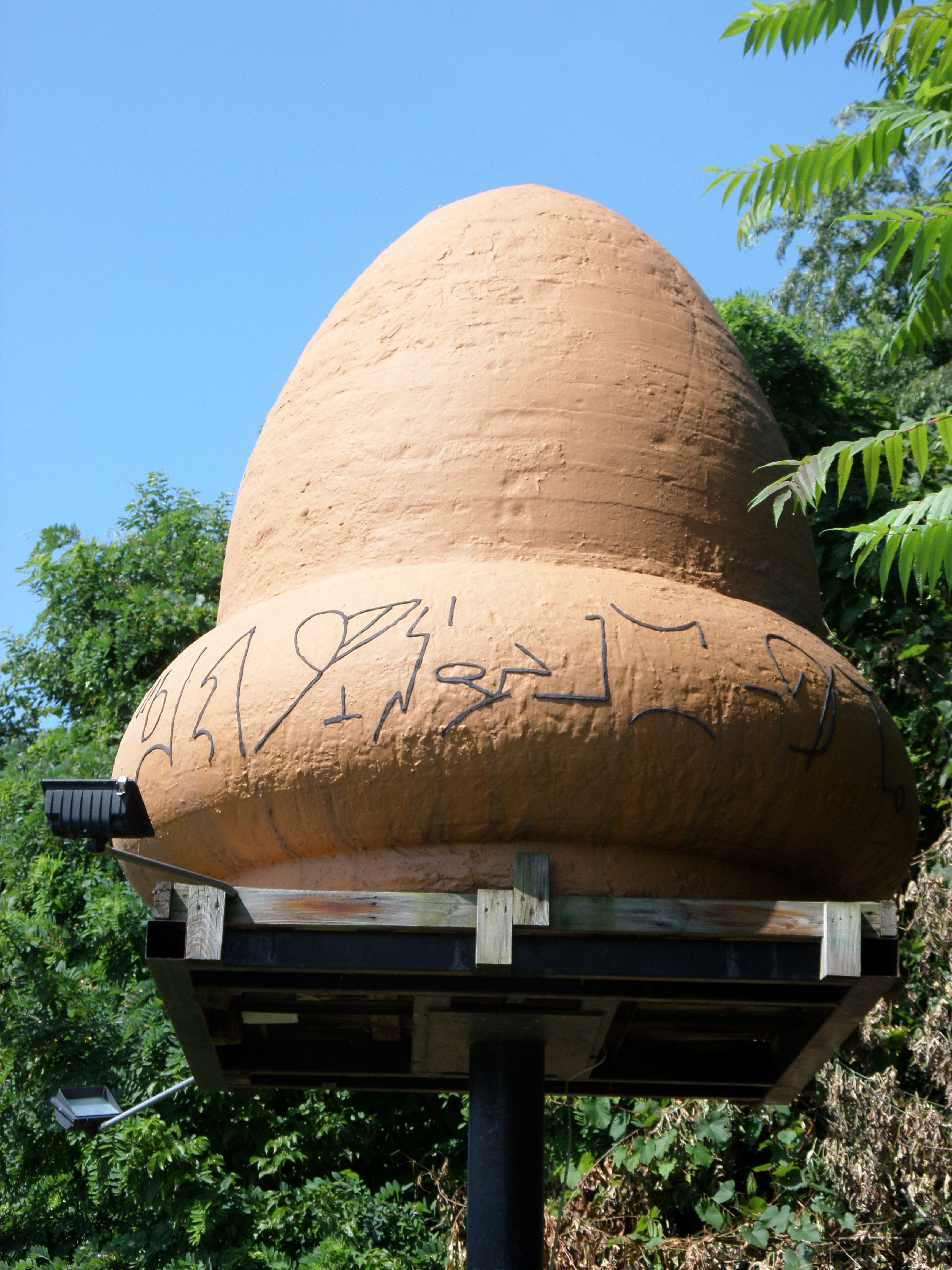
Ovni en forme de gland, exposé en 2005 pour le quarantième anniversaire de l'incident de Kecksburg.

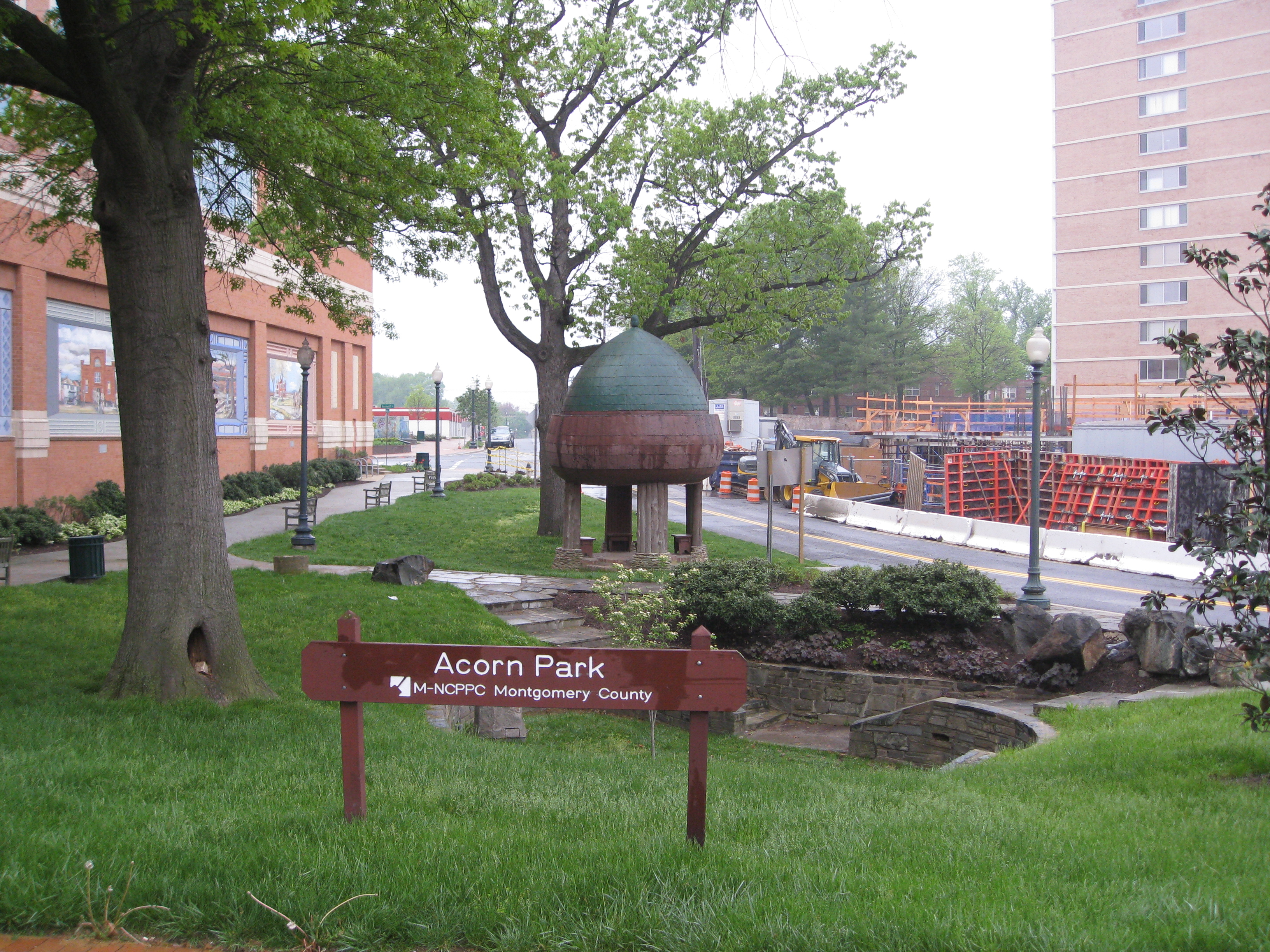
Gazébo en forme de gland, dans l' de Silver Spring (Maryland).

Dans L'Âge de glace et ses suites, l'écureuil Scrat est obsédé par les glands, qu'il tente, par tous les moyens, de cacher dans un endroit sûr, au prix de nombreuses péripéties, ce qui donne lieu à de longues suites de gags récurrents.
Dans Mon voisin Totoro, les Totoros récoltent des glands. La journée, pendant que le grand Totoro dort, les deux plus petits ramassent des glands et les stockent dans des pots qui se trouvent sous les racines d'un grand camphrier.
Dans Draculi & Gandolfi de Guillaume Sanjorge, l'intrigue se déroule autour d'un gland sacré, une relique, un objet magique, un artefact que possède la magicienne Madeloun (interprété par Magali Semetys). Ce gland est transmis à l'ouvrier Gamoche (interprété par Remi Barrero) puis récupéré par le chevalier Artufeli (interprété par Laurent Artufel) qui va s'en servir pour s'attirer les faveurs de la reine (interprété par Karine Lima) épouse du roi Gandolfi . Plus tard, le gland va être utilisé par son possesseur pour envoyer ses adversaires en enfer.
Dans L'Homme qui plantait des arbres de Jean Giono, Elzéard Bouffier plante 100 glands par jour.
Dans Histoire de ma vie, Fadhma Aît Mansour Amrouche raconte comment, en Kabylie au début du XXe siècle, elle avait “gaulé les glands”, “des glands sucrés” que l'on mettait à sécher.